# Septulina
Septulina é um género botânico pertencente à família Loranthaceae.

## Espécies
- Septulina glauca
- Septulina ovalis